# Ifconfig
ifconfig는 네트워크 인터페이스 구성을 위한 유닉스 계열 운영체제의 시스템 관리 유틸리티이다.
이 유틸리티는 명령 줄 인터페이스 도구의 하나이며, 수많은 운영 체제의 시스템 시작 스크립트에도 사용된다. TCP/IP 네트워크 인터페이스 변수의 구성, 제어, 조회를 위한 기능을 갖추고 있다. ifconfig는 BSD TCP/IP 제품군의 일부로서 4.2BSD에 처음 등장하였다.
ifconfig는 네트워크 인터페이스 구성(interface configuration)의 약자이다.

## 용도
ifconfig는 일반적으로 네트워크 인터페이스의 IP 주소와 넷마스크의 설정 및 인터페이스의 활성화/비활성화 등을 위해 사용된다. 시동 시에 유닉스 계열 운영 체제는 ifconfig를 호출하는 셸 스크립트를 통해 네트워크 인터페이스를 초기화한다. 시스템 관리자들은 상호작용 도구의 하나인 이 유틸리티를 사용하여 네트워크 인터페이스 변수를 표시하고 분석할 수 있다. 다음의 두 예제는 도구의 출력을 표시하며 각각 리눅스 기반 호스트(인터페이스 eth0)와 OpenBSD 설치본의 ural0 인터페이스가 있는 하나의 활성화된 인터페이스를 조회하는 모습을 보여주고 있다.
```
 eth0      Link encap:Ethernet  HWaddr 00:0F:20:CF:8B:42
           inet addr:217.149.127.10  Bcast:217.149.127.63  Mask:255.255.255.192
           UP BROADCAST RUNNING MULTICAST  MTU:1500  Metric:1
           RX packets:2472694671 errors:1 dropped:0 overruns:0 frame:0
           TX packets:44641779 errors:0 dropped:0 overruns:0 carrier:0
           collisions:0 txqueuelen:1000
           RX bytes:1761467179 (1679.7 Mb)  TX bytes:2870928587 (2737.9 Mb)
           Interrupt:28

```

```
 ural0: flags=8843<UP,BROADCAST,RUNNING,SIMPLEX,MULTICAST> mtu 1500
         lladdr 00:0d:0b:ed:84:fb
         media: IEEE802.11 DS2 mode 11b hostap (autoselect mode 11b hostap)
         status: active
         ieee80211: nwid ARK chan 11 bssid 00:0d:0b:ed:84:fb  100dBm
         inet 172.30.50.1 netmask 0xffffff00 broadcast 172.30.50.255
         inet6 fe80::20d:bff:feed:84fb%ural0 prefixlen 64 scopeid 0xa

```

- HWaddr은 하드웨어 주소(hardware address), 즉 MAC 주소를 가리킨다.
- txqueuelen 변수는 이더넷 프레임의 수, 그리고 네트워크 스케줄러에 의해 관리되는 버퍼의 크기를 통해 측정된다.

### 매체 접근 제어 기능
ifconfig는 또한 인터페이스의 매체 접근 제어(MAC) 주소를 변경하는데 사용할 수 있다. 이 과정에서 네트워크 인터페이스는 iconfig를 이용하여 먼저 비활성화하고(down) 그 뒤 MAC을 변경한다:
```
ifconfig wlan0 down
ifconfig wlan0 hw ether 00:11:22:33:44:55
ifconfig wlan0 up
```

## 같이 보기
- Ipconfig
- ip (명령어)
- netstat